# Бобе Доросиев
Бобе Рашков Доросиев (18 февруари 1942 – Копривщица) е треньор на българския национален отбор по борба класически стил, заслужил треньор и заслужил майстор на спорта.
Бобе Доросиев е водач на мъжкия български национален отбор от 1979 до 1987 г. и от 1989 до 1990 г. Неговите борци през това време завоюват около 100 титли от големи първенства на световния тепих. Това включв 11 световни, 21 европейски титли и 33 олимпийски медала, включително златния олимпийски медал на Георги Райков.
През 1983 г. на проведеното европейско първенство в Будапеща поставя известен рекорд с 5 европейски титли и едно участие в битка от финалната фаза на първенството. Златни медали за Братан Ценов (48), Емил Иванов (57), Живко Вангелов (62), Андрей Иванов (100), Никола Динев (над 100) и сребърни за Атанас Комшев (90). След две години, през 1985 г. в град Колботън, Норвегия момчетата на Бобе Доросиев носят 6 отличия, от които 3 европейски титли: за Стоян Балов (57), Живко Вангелов (62), Андрей Иванов (100), сребърен медал за Братан Ценов (48) и бронзови медалисти Атанас Комшев (90) и Рангел Геровски (130).
Личните спортни успехи правят Доросиев шампион в турнира „Никола Петров“ през 1967 и 1968 г. с треньор Филип Кривиралчев. Поканен след като прекратява активната си спортна дейност и е треньор на младежкия национален отбор четири години от 1971 до 1975 г.
Радетели за учредяването и провеждането на Турнира по класическа борба за кадети „Георги Райков“ са бивши имена от федерацията по борба като Филип Кривиралчев и Бобе Доросиев, треньори извели Националния отбор на България по класическа борба, до редица отборни и индивидуални титли от Световни, Олимпийски и Европейски турнири. Сред тези имена са тези на: Александър Томов и Георги Мърков. Гости в дните на турнира са Стоян Балов, Петър Балов, Павел Павлов и други.
На 30 април 2009 г. по случай деня на Копривщица Бобе Рашков Доросиев е обявен за неин Почетен гражданин.